# Nello Barbadoro
Nello Barbadoro (Orciano di Pesaro, 21 aprile 1923 – Trieste, 17 marzo 2012) è stato un pugile e allenatore di pugilato italiano.

## Biografia
Nacque a Orciano di Pesaro, nelle Marche, ma si trasferì in tenera età con la famiglia a Fiume, allora nel Regno d'Italia.

### Carriera tra i dilettanti
Nella città dalmata iniziò a praticare il pugilato sotto la guida di Ulderico Sergo ed ebbe già inizialmente una carriera dilettantistica ricca di riconoscimenti.
Si trasferì in seguito a Trieste, dove continuò a praticare la disciplina sportiva nella quale si era avviato con fortuna, seguito da Bruno Fabris e Nino Tiralongo. 
Insieme a Barbadoro si formarono nel triestino altri atleti come Tiberio Mitri, Aldo Pravisani, Bruno Bernardinello, Mario Minatelli e Nevio Carbi.

### Carriera da professionista
Barbadoro esordì da pugile professionista il 22 aprile 1950, combattendo a Tramelan, in Svizzera, contro Charles Nalghelli, sul quale vinse per KO. Dopo una serie di vittorie, 12 su 15 match, ebbe la possibilità di battersi contro il romano Alvaro Cerasani per conquistare il titolo vacante di campione italiano dei pesi piuma.
L'incontro fu disputato il 18 luglio 1952 al velodromo Vigorelli di Milano. Barbadoro vinse mettendo l'avversario KO alla terza ripresa grazie al suo gancio sinistro, conquistando per la prima volta il titolo di campione italiano dei pesi piuma. 
A ottobre dello stesso anno, Milano ospitò il match per il titolo di campione europeo dei pesi piuma; in questa occasione si batté contro il francese Ray Famechon, atleta di fama mondiale, già campione d'Europa ed imbattuto dal 1948. Al quarto round Barbadoro fu centrato da un diretto destro e messo in KO.
Pochi mesi più tardi, nel gennaio 1953 a Grosseto, perse anche il titolo di campione italiano in favore di Altidoro Polidori. Questi, dopo cinque difese consecutive, il 1º aprile 1956 fu costretto da Barbadoro a restituirgli il titolo e, a Grosseto, diventò per la seconda volta campione italiano dei pesi piuma. 
Barbadoro perse di nuovo il titolo italiano poco tempo dopo, nell'agosto 1956, nel match disputato contro Sergio Caprari, a Civita Castellana. Disputò in seguito altri sette match prima di ritirarsi nel 1959, in sei dei quali risultò vincitore.

### Carriera da allenatore
L'ultima avventura di Barbadoro nel mondo del pugilato fu la preparazione del giovane campione jugoslavo Mate Parlov, che allenava a Lipizza; Parlov fu in seguito vincitore delle medaglie d'oro alle Olimpiadi del 1972 e ai campionati mondiali del 1974 nei pesi mediomassimi.

### Caratteristiche tecniche
Delle qualità di pugile di Barbadoro si ricordano in particolare i colpi sferzati con il mancino, il ritmo forsennato, la potenza e l'aggressività d'approccio.